# Baureihe 640
De Baureihe 640 ook wel Alstom type Coradia LINT 27 genoemd is een dieselmechanisch motorrijtuig of treinstel, een zogenaamde light train met lagevloerdeel voor het regionaal personenvervoer van de Deutsche Bahn (DB).

## Geschiedenis
De LINT is ontworpen door fabrikant Linke-Hofmann-Busch (LHB) uit Salzgitter. Het acroniem LINT staat voor "Leichter Innovativer Nahverkehrstriebwagen". De treinen vervangen oudere treinen.

## Constructie en techniek
Het treinstel is opgebouwd uit een aluminium frame met een frontdeel van GVK. Typerend aan dit treinstel is de toepassing van Scharfenbergkoppeling met het grote voorruit. De treinen werden geleverd als eendelig dieseltreinstel met mechanische transmissie. De trein heeft een lagevloerdeel. Deze treinen kunnen tot drie stuks gecombineerd rijden. De treinen zijn uitgerust met luchtvering.

## Treindiensten
De treinen worden door de DB op de volgende niet-geëlektrificeerde trajecten ingezet.
- Finnentrop - Olpe, (Biggetalbahn)
- Siegen - Bad Berleburg, (Rothaarbahn)
- Dillenburg - Au (Sieg)
- Limburg - Niedernhausen - Wiesbaden
- Limburg - Koblenz, (Lahntalbahn)
- Limburg - Montabaur - Siershahn, (Unterwesterwaldbahn)
- Limburg - Westerburg - Hachenburg - Altenkirchen - Au (Sieg), (Oberwesterwaldbahn).

## Foto's

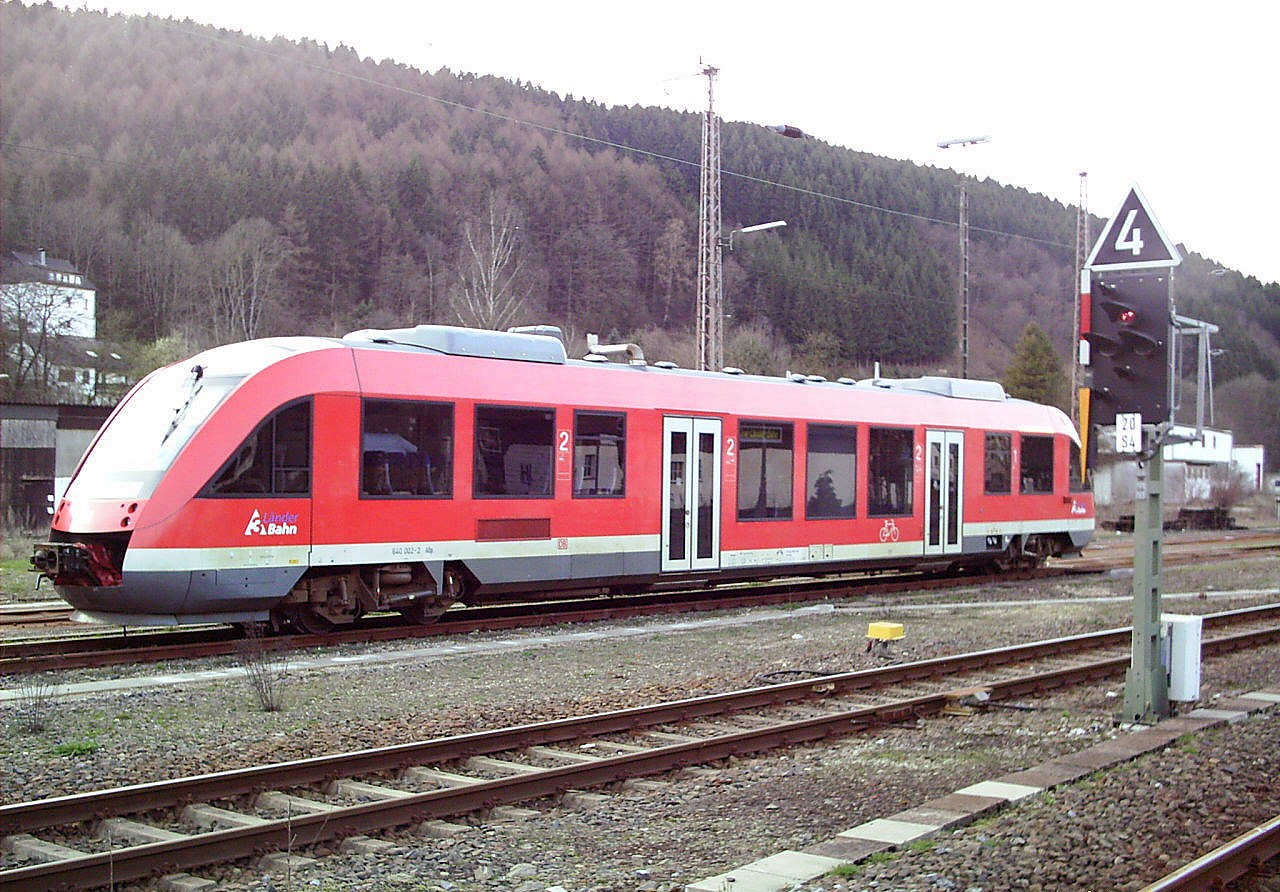

In dit overzicht staan eveneens treinen van de Deutsche Bundesbahn (DB) en van de Deutsche Reichsbahn (DR)